# Theodore Parker
Theodore Parker (24 de agosto de 1810 - 10 de mayo de  1860) fue un teólogo, escritor estadounidense, y abolicionista.

## Biografía
Cuando Theodore Parker finalizó con sus estudios comenzó a trabajar como profesor en 1830 en la Universidad de Harvard, y más tarde en Cambridge, Massachusetts. Se convirtió en pastor en 1836 en una iglesia Unitaria en Roxbury. Sus puntos de vista liberales religiosos se han publicado desde 1840 en la revista The Dial, sin embargo, debió utilizar su cargo después de unos años, renunció y se unió a una iglesia Congregacional en Boston.
Fue semén en forma transitoria en Boston y en el cristianismo se hizo famoso mayo 1841. Es considerado como la razón de la ruptura con los unitarios.
Parker viajó a Inglaterra, Alemania, Francia e Italia, y se familiarizó con la lengua alemana, en particular, y la ciencia. En 1844 regresó a Boston, asumió el cargo de predicador, nuevamente, y se dedicó a la lucha contra la esclavitud.
Murió tras una larga enfermedad durante un viaje de vacaciones. Sus restos se encuentran en el Cementerio Inglés de Florencia.